# Gmina Dębnica Kaszubska
Die Gmina Dębnica Kaszubska ist eine Landgemeinde im Powiat Słupski der Woiwodschaft Pommern in Polen. Sie umfasst eine Fläche von 300 km² und hat 9770 Einwohner. Ihr Sitz ist das gleichnamige Dorf (deutsch Rathsdamnitz, kaschubisch Kaszëbskô Dãbnica bzw. Kaszëbskô Damnica).

## Geographie
Die Gemeinde liegt in Hinterpommern, etwa zehn Kilometer südöstlich von Słupsk (Stolp). Von ihrer Fläche werden 48 % forstwirtschaftlich und 43 % landwirtschaftlich genutzt. Der größte Teil des Gemeindegebietes gehört zum Park krajobrazowy Dolina Słupe (Landschaftsschutzpark Stolpetal). Neben der Słupia (Stolpe) gehört die Skotawa (Schottow) zu den Wasserläufen.

## Geschichte
Im Jahre 1983 wurde die Landgemeinde Dębnica Kaszubska gebildet, die damals eine Fläche von 271 km² mit 7623 Einwohnern hatte. Bis 1998 gehörte sie zur Woiwodschaft Słupsk.

## Gliederung
Die Landgemeinde besteht aus 20 Dörfern mit Schulzenämtern und weiteren 26 Ortschaften.
Schulzenämter:
| - Borzęcino (Bornzin) - Budowo (Budow) - Dębnica Kaszubska (Rathsdamnitz) - Dobieszewo (Groß Dübsow) - Dobra (Daber) - Gałęzów (Gallensow) - Gogolewko (Neu Jugelow) - Gogolewo (Alt Jugelow) - Jawory (Gaffert) - Kotowo (Kottow) | - Krzywań-Grabin (Kriwan-Neufeld) - Łabiszewo (Labüssow) - Mielno (Mellin) - Motarzyno (Muttrin) - Niepoględzie (Nippoglense) - Podole Małe (Klein Podel) - Podwilczyn (Podewilshausen) - Skarszów Górny (Hohen Scharsow) - Starnice-Troszki (Starnitz-Petersberg) - Żarkowo (Sorkow) |

Weitere Ortschaften:
Boguszyce (Friedrichsfelde) – Borzęcinko (Neu Bornzin) – Brzeziniec (Birkhof) – Budówko – Dargacz (Dargatzhof) – Dobieszewko (Klein Dübsow) – Dobrzec (Vorwerk Daber) – Dobrzykowo (Ulrichshof) – Dudzicze (Philippinenhof) – Goszczyno (Goschen) – Grabówko – Jamrzyno (Jamrin) – Konradowo – Krzynia (Krien) – Łabiszewo-Kolonia (Kolonie Labüssow) – Leśnia (Berghof) – Łysomice (Loitz) – Łysomiczki (Loitzerbrücke) – Maleniec (Malenz) – Niemczewo (Nimzewe, 1938–1945 Roden) – Ochodza (Wocholz, 1938–1945 Waldesruh) – Rybiec – Skarszów Dolny (Unter Scharsow) – Spole (Henriettenthal) – Starniczki (Starnitzer Mühle) – Sulistewo (Schwup).

## Verkehr
Durch das Gemeindegebiet verläuft die Woiwodschaftsstraße DW 210, die Słupsk und Unichowo bei Bytów miteinander verbindet.
Eine Anbindung an das Streckennetz der Polnischen Staatsbahn (PKP) besteht außerhalb des Gemeindegebietes mit der Bahnstationen in Słupsk PKP-Linien 202 (Stargard Szczeciński–Danzig) und 405 (Bahnstrecke Piła–Ustka).